# ترانسپورتر ۲
ترانسپورتر ۲(به انگلیسی: Transporter 2) یک فیلم اکشن کارگردانی شده توسط لوئیز لتریر و محصول سال ۲۰۰۵ است. این فیلم ادامه فیلم ترانسپورتر است که در سال ۲۰۰۲ اکران شد.

## داستان
داستان دربارهٔ یک انتقال‌دهنده به نام فرانک مارتین است که وظیفه انتقال یک کودک را از مدرسه به خانه به‌عهده دارد.